# William Edward Frost
William Edward Frost (setembro de 1810 – 4 de junho de 1877) foi um pintor inglês da era vitoriana. Praticamente único dentre os artistas ingleses do período vitoriano intermediário, ele dedicou sua prática à representação do nu feminino. 

## Biografia
Frost estudou na Royal Academy, a partir de 1829. Ele estabeleceu uma reputação como pintor de retratos, antes de se envolver com temas históricos e mitológicos, incluindo o subgênero da pintura de fadas característica da arte vitoriana. Em 1839 ele ganhou a medalha de ouro da Royal Academy por seu Prometheus Bound, e em 1843 ele ganhou um prêmio na competição Westminster Hall por seu quadro Una Alarmed by Fauns  (inspirado no poema épico de Edmund Spenser, A Rainha das Fadas). Ele foi eleito membro associado da Royal Academy em 1846, e em 1870 tornou-se membro pleno. 

## Influência de William Etty
Frost é amplamente reconhecido como um seguidor de William Etty, que o precedeu como o principal pintor britânico de nus no segundo quarto do século XIX. Apesar do pudor da era vitoriana, os nus relativamente castos de Frost eram populares, e sua carreira teve sucesso financeiro. 
 Na melhor das hipóteses, as obras de Frost têm um charme distinto como o das joias, suas atraentes modelos femininas jovens possuem uma qualidade atrevida e autoconsciente, que as torna mais emocionantes do que os poderosos estudos de Etty. 

—Lionel Lambourne, Victorian Painting.